# Гьоце Стойчевски
Гьоце Илиев Стойчевски – Амбарче (на македонска литературна норма: Ѓоце Илиев Стојчевски) е югославски комунистически партизанин и народен герой на Югославия.

## Биография
Роден е на 26 ноември 1919 година в град Тетово в многочленно занаятчийско семейство. Майка му се казва Менча, а баща му Илия. След като завършва основно образование започва да учи в гимназия, но поради липсата на пари напуска училището и започва да помага на баща си. Включва се в работническото и революционно движение. През 1941 година е секретар в Местния комитет на ЮКП. През 1943 година става политически комисар на партизански отряд в Шар планина. През същата година води битка с Бали Комбетар край село Шипковица и е ранен и заловен. Затворен в затвор Тирана. След капитулацията на Италия избягва от затвора и се връща в Македония. Убит е в село Беличица заедно с Тодор Циповски при нападение на Бали Комбътар и е обявен за народен герой на Югославия. В негова памет е наречен тетовския химическо-текстилен училищен център.